# Stanisław Lem
Stanisław Herman Lem (n. 12 septembrie 1921, Lwów, Polonia – d. 27 martie 2006, Cracovia, Polonia) a fost un scriitor polonez de science fiction, dar și filozof și scriitor satiric. A devenit Cavaler al Ordinului Alb (Order Orła Białego). Cărțile sale au fost traduse în 41 de limbi și s-au vândut în peste 27 milioane de exemplare. A devenit faimos datorită romanului Solaris, care a fost ecranizat de trei ori. În 1976, Theodore Sturgeon spunea că Lem e cel mai citit scriitor science fiction din lume.
Opera sa explorează teme filozofice, speculații asupra tehnologiei, natura inteligenței, imposibilitatea comunicării și înțelegerii reciproce, disperarea în fața limitelor omenești, locul omenirii în Univers. Ea este uneori prezentată sub formă de ficțiune, iar alteori sub forma eseurilor sau cărților filozofice. Traducerea operelor sale este dificilă din cauza pasajelor cu expresii elaborate, poeziilor extraterestre sau robotice și numeroaselor jocuri de cuvinte.

## Biografie

### Tinerețea și educația
Lem s-a născut la 12 septembrie 1921 în orașul Lvov, Polonia (acum Ucraina). Având „origini burgheze”, a fost nevoie de legăturile tatălui său pentru a fi acceptat la facultatea de medicină din cadrul Universității din Lvov în 1940. În timpul celui de-Al Doilea Război Mondial și a ocupației naziste (1941–1944), Lem a fost nevoit să folosească acte false - familia lui Lem avea origini evreiești, ceea ce o punea într-un pericol mai mare decât simplul fapt că erau cetățeni și intelectuali polonezi - câștigându-și existența ca mecanic auto și sudor și devenind membru activ al mișcării de rezistență. În 1945, provincia estică Kresy a fost anexată Ucrainei Sovietice, așa încât familia - la fel ca multe alte familii poloneze - a fost relocată în Cracovia unde Lem, la insistențele tatălui său, a reluat studiile de medicină în cadrul Universității Jagiellone. A refuzat să își adapteze răspunsurile la teoria dominantă la care aderase Trofim Lîsenko, ratându-și intenționat examenul final pentru a nu fi obligat să devină doctor militar. Anterior, el începuse să lucreze ca cercetător asistent într-o instituție științifică și să scrie povestiri în timpul liber.

### Cariera scriitoricească
Lem a debutat în 1946 ca poet. Început în acel an, primul roman de ficțiune al lui Lem, Człowiek z Marsa (Omul de pe Marte) a fost publicat în foileton în revista Nowy Świat Przygód din Katowice. Între 1947 și 1950, Lem și-a continuat atât cariera de asistent în cercetarea științifică, cât și publicarea de poezii, povestiri și eseuri științifice, supunându-se rigorilor stalinismului, care cerea ca toate operele să fie aprobate în mod direct de către regimul comunist. Lem a finalizat romanul parțial autobiografic Edificiul nebuniei absolute în 1949, dar publicarea acesteia a fost blocată de autorități până în 1955, când i-a adăugat o continuare mai acceptabilă din punct de vedere al doctrinei realismului socialist. În 1951 a publicat prima sa carte, Astronauții, care a fost încadrată în genul SF-ului juvenil și în care Lem a fost obligat să insereze referințe la „viitorul glorios al comunismului”. Ulterior avea să își critice romanul (ca și alte opere de început care au cedat în fața presiunilor ideologice) ca fiind simplist, însă publicarea lui l-a convins să-și dedice întregul timp scrierii .
Lem a devenit cu adevărat productiv după 1956, când perioada de „de-stalinizare” din Uniunea Sovietică a condus la revoluția poloneză din 1956, în care Polonia a experimentat o libertate a opiniei crescândă. Între 1956 și 1968 Lem a scris 17 cărți. Opera sa a fost tradusă peste hotare, în principal în țările din blocul răsăritean. În 1957 a publicat prima sa carte filozofică, Dialogi care, împreună cu Summa Technologiae (1964), reprezintă cele mai faimoase texte filozofice ale lui. Summa se remarcă prin faptul că reprezintă o analiză unică a efectelor dezvoltării sociale, cibernetice și biologice. În opera sa, Lem aduce în discuție implicațiile filozofice ale tehnologiilor care se aflau doar pe tărâmul SF-ului la acea dată, dar au căpătat importanță în ziua de azi, cum ar fi realitatea virtuală și nanotehnologia. În deceniile care au urmat, el a publicat multe cărți, atât științifico-fantastice, cât și filozofico-futurologice, iar începând din anii '80 s-a orientat mai mult spre texte și eseuri filozofice.

### Faima
Faima internațională a dobândit-o datorită Ciberiadei, o serie de povestiri umoristice dintr-un univers mecanizat locuit de roboți (care intră ocazional în contact cu „fețele palide” umane). Printre romanele sale cele mai cunoscute se numără Solaris (1961), Glasul Domnului (1968) și Fiasko (1987), toate prezentând tema majoră a futilității tentativelor omenirii de a înțelege formele extraterestre de viață. Solaris a fost ecranizat în 1972 de regizorul rus Andrei Tarkovski și a câștigat Premiul Special al Juriului la Festivalul Internațional de Film de la Cannes în același an. În 2002, Steven Soderbergh a regizat o nouă ecranizare, cu George Clooney în rolul principal.
În 1982, datorită declarării legii marțiale în Polonia, Lem s-a mutat în Berlinul de Vest, unde a devenit membru al Wissenschaftskolleg zu Berlin (Institutul de Studii Avansate din Berlin). Ulterior s-a stabilit la Viena, revenind în Polonia abia în 1988.
La începutul anilor '90, Lem s-a întâlnit cu criticul și expertul în literatură Peter Swirski pentru o serie de interviuri publicate alături de alte materiale critice și traduceri sub titlul A Stanislaw Lem Reader (1997). În carte, Lem vorbește despre o serie de probleme arareori atinse în interviurile anterioare. Cartea conține și traducerea făcută de Swirski eseului retrospectiv al lui Lem Thirty Year Later, dedicat legendarului tratat de non-ficțiune a lui Lem Summa Technologiae. În timpul unui interviu din 2005, Lem și-a exprimat dezamăgirea provocată de genul science fiction și pesimismul său privitor la progresul tehnologic. El considera trupul omenesc nepotrivit pentru zborul cosmic, susținea că tehnologia informației păstrează oamenii într-un mediu cu informații de calitate proastă și era de părere că roboții cu adevărat inteligenți nu sunt de dorit și nici nu pot fi construiți.
Lem a decedat în Cracovia pe 27 martie 2006, la vârsta de 84 de ani, din cauza problemelor cardiace.

## Premii și recunoaștere
- 1957 – Nagroda Literacka miasta Krakowa (Premiul pentru Literatură al Orașului Cracovia)
- 1965 – Nagroda Ministra Kultury i Sztuki II stopnia (Premiul Ministerului Culturii și Artei, nivelul al doilea)
- 1972 – membru în „Poland 2000” din cadrul Academiei Poloneze de Științe
- 1973
  - Nagroda Ministra Spraw Zagranicznych za popularyzację polskiej kultury za granicą (Premiul pentru popularizarea în străinătate a culturii poloneze oferit de Minsterul Afacerilor Externe)
  - Nagroda literacka Ministra Kultury i Sztuki (Premiul literar al Ministerului Culturii și Artei) și membru onorific al Science Fiction Writers of America
- 1976 – Nagroda Państwowa I stopnia w dziedzinie literatury (Premiul de Stat nivelul 1 în domeniul literaturii)
- 1979
  - Grand Prix de Littérature Policière (Marele Premiu al Literaturii Polițiste) pentru romanul Catârul.
  - O planetă minoră, 3836 Lem, descoperită de astronomul sovietic Nikolai Stepanovici Cernik în 1979, a primit numele său.[26]
- 1981 – Doctor honoris causa, titlu onorific acordat de Universitatea Tehnologică din Wrocław
- 1986 – Premiul pentru Literatură Europeană acordat de Statul Austriac
- 1991 – Premiul literar austriac Franz Kafka
- 1994 – membru al Academiei Poloneze de Arte și Științe
- 1996 – a primit Ordinul Vulturul Alb
- 1997 – cetățean de onoare al orașului Cracovia
- 1998 – Doctor honoris causa: Universitatea din Opole, Universitatea din Lvov, Universitatea Jagiellonă
- 2003 – Doctor honoris causa la Universitatea din Bielefeld
- 2007 – o stradă din Cracovia a primit numele său.[27]
- 2009 – o stradă din Wieliczka a primit numele său.[28]
- 2011 – a fost creat și publicat un logo interactiv Google inspirat de Ciberiada, cu ocazia îmlinirii a 60 de ani de la publicarea primei sale cărți, Astronauții.[29][30]

## Controversa SFWA
Lem a primit distincția de membru onorific al Science Fiction Writers of America în 1973, în ciuda faptului că nu era eligibil. Această distincție este dată celor care nu îndeplinesc criteriile de membru obișnuit, dar ar fi bineveniți ca membri. Însă Lem nu a avut niciodată o părere prea bună despre SF-ul american - în special despre operele lui Harlan Ellison — descriindu-l ca prost conceput, scris slab și interesat mai mult de bani decât de idei sau noi forme literare. După publicarea sa în Statele Unite, când a devenit eligibil pentru distincția de membru obișnuit, distincția de membru onorific a fost anulată. Unii dintre membrii SFWA se pare că au avut în plan ca acest lucru să fie un fel de mustrare și Lem a luat-o ca atare, deși poziția oficială a organizației a fost că distincția onorifică este doar pentru cei care nu sunt eligibili pentru a deveni membri obișnuiți. Lem a refuzat să păstreze distincția de membru obișnuit.
Lem a lăudat doar un scriitor SF american, pe Philip K. Dick — vezi antologia Fantastyka i futurologia. Dick, pe de altă parte, credea că Lem este un comitet care operează la ordinele partidului comunist pentru a controla opinia publică și a trimis o scrisoare FBI-ului în această direcție. După ce mai mulți membri (printre care Ursula K. Le Guin) au protestat vizavi de tratamentul aplicat de către SFWA lui Lem, un membru s-a oferit să îi plătească cotizația, lucru pe care Lem nu l-a acceptat.

## Teme
Exceptând romanul său în trei părți Timpul nepierdut (scris în 1949 și publicat în 1955), restul operei lui Lem stă sub semnul fantasticului științific, gen căruia el i-a dat valențe și dimensiuni noi, în centrul căruia se situează ființa umană, raportul dintre om și tehnologie, atitudinea omului față de marile progrese ale științei și tehnicii, locul și rolul elementului uman în viitoarea societate, dominată de aceste uluitoare progrese.
În primele sale romane, Astronauții (1951) și Norul lui Magellan (1955), S. Lem înfățișează societatea viitorului, pe care și-o închipuie izbăvită de urgia războiului, unită, vorbind o singură limbă. Sunt romane pline de optimism: în sec. XXXI sunt lichidate definitv mizeria și foamea, se ameliorează complet mediul natural, în sec XXXII domnind un adevărat rai al tehnologiei.
În Solaris ne sunt prezentate încercările omului de a intra în legătura cu o altă civilizație cosmică, iar în Eden, nu fără o oarecare doză de pesimism, sunt relatate urmările pe care le poate avea folosirea abuzivă a teoriei informației. La granița dintre beletristică și filozofie se situează Jurnalele astrale, care reunesc amintirile și notele de călătorie prin spațiul cosmic ale lui Ijon Tichy, un Münchhausen modern, „un vestit călător printre stele, căpitan al îndepărtatei navigații galactice, vânător de meteoriți și comete, neobosit cercetător și descoperitor al 80.003 globuri, doctor honoris causa al Societății de Ocrotire a Micilor Planete și al mai multor alte societăți, cavaler al ordinelor căilor lactee și nebuloaselor...” (Se poate observa enumerarea comică sau mimizarea seriozității științifice, care vor cunoaște apogeul în Ciberiada.) În slavă „tichy” înseamnă „liniștit”, „pașnic”, asa ca prin călătoriile sale Iijon Tichy trece prin întâmplări ciudate, ce au loc într-o atmosferă de o naturalețe dezarmantă și care sunt povestite nu cu accente de bufonadă, ci sunt însoțite de adânci meditații filozofice pe tema poluării și autodistrugerii. Astfel, în călătoria „a opta” a lui Tichy, Pământul cere să fie primit în Organizația Planetelor Unite, dar candidatura sa este respinsă datorită nivelului înapoiat de civilizație și al marii rușini de care se face vinovat - războaiele!

## Influențe
Fostul agent literar al lui Lem, Franz Rottensteiner, a avut un rol important în introducerea lui pe piața occidentală, dar între cei doi a intervenit ulterior o despărțire în termeni neamicali. Rottensteiner a rezumat importanța sa: 
„ Cu [numărul traducerilor și exemplarelor vândute], Lem este cel mai de succes autor al ficțiunii moderne poloneze; cu toate acestea, succesul său la nivel mondial este limitat, iar elementul de bază al publicării pe scară largă este constituit de condițiile speciale de publicare în cadrul blocului comunist: Polonia, Uniunea Sovietică și Republica Democrată Germană). Doar în Germania de Vest a avut Lem succes comercial [... și peste tot... ] în ultimii ani, interesul pentru el a dispărut.

Dar el este singurul scriitor din SF-ul european a cărui mare parte a operei a fost tradusă în engleză și care [...] încă mai este publicat în SUA. Succesul anglofon al lui Lem se datorează traducerilor excelente ale lui Michael Kandel... ”— Franz Rottensteiner ,  View from Another Shore: European Science Fiction
Stanisław Lem, ale cărui opere au fost influențate de maeștri ai literaturii poloneze ca Cyprian Norwid și Stanisław Witkiewicz, a devenit unul dintre cei mai apreciați scriitori SF, considerat de critici un egal al lui H. G. Wells sau Olaf Stapledon.

Opera lui Lem nu a influențat doar tărâmul literaturii, ci și pe cel al științei. De exemplu, în Întoarcerea din stele apare prima mențiune tipărită a ideii de ziar electronic. 
„ În 1981, filozofii Douglas R. Hofstadter și Daniel C. Dennett au inclus trei fragmente din ficțiunile lui Lem în importanta lor antologie adnotată The Mind's I. ... Hofstadter a remarcat că „abordarea literară și intuitivă [a lui Lem]... reușește să convingă cititorii de viziunile sale mai bine decât ar putea-o face un articol științific savant”.”

### Altele
- Popularul joc realizat de Will Wright - SimCity - a fost inspirat în parte de o povestire a lui Lem (tradusă în engleză cu titlul "The Seventh Sally").[36]

- Operele lui Lem au fost folosite în procesul educațional de către studenții la filozofie.[37]
- Texte scrise de Lem au fost puse pe muzică de Esa-Pekka Salonen în piesa sa din 1982, Floof.

## Opera

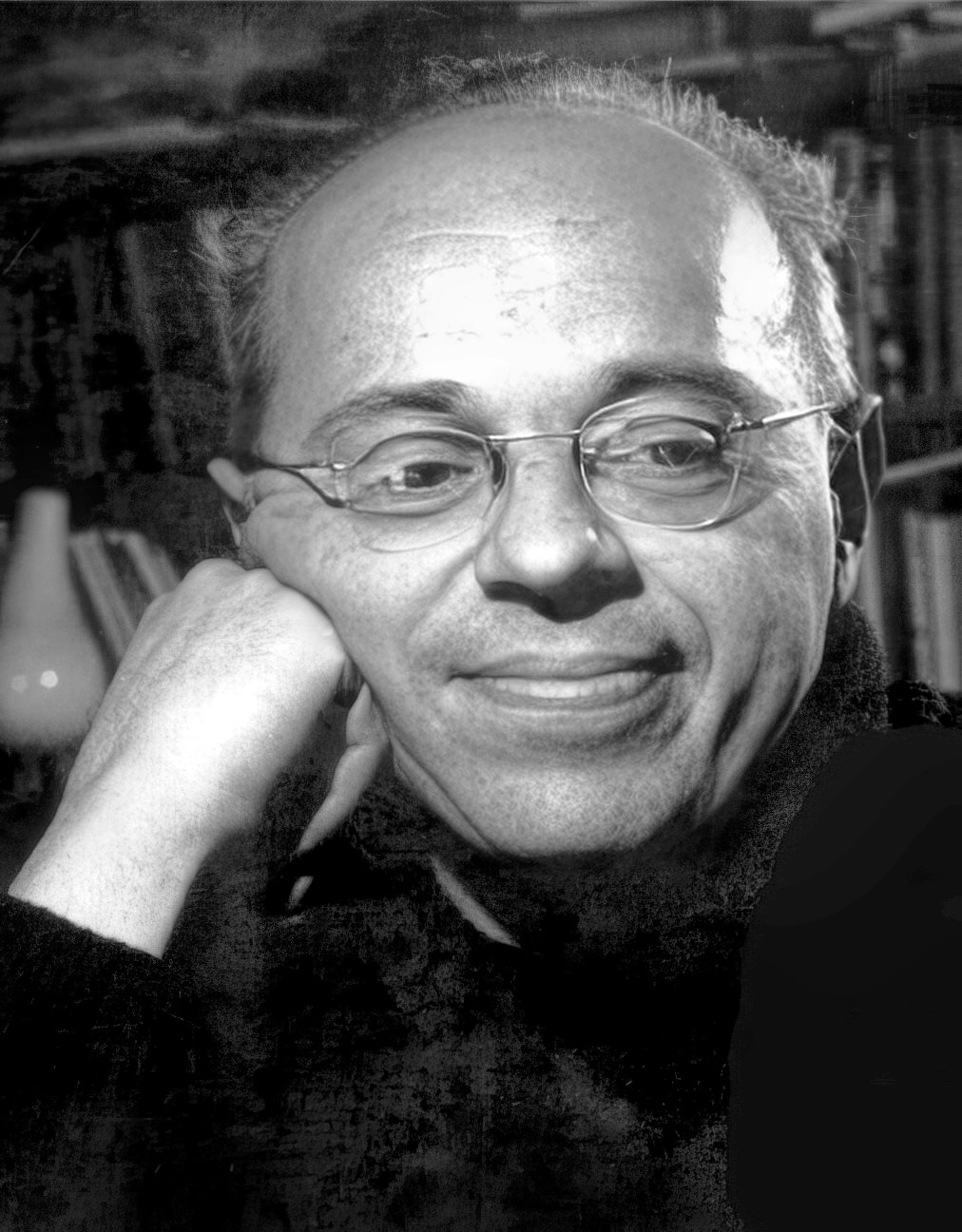
Stanisław Lem

### Ficțiune

#### Seria Ijon Tichy
- 1957 - Dzienniki gwiazdowe (română Jurnalele stelelor - continuată pînă în 1971) - culegere de povestiri
- 1971 - Ze wspomnień Ijona Tichego; Kongres futurologiczny (română Congresul futurologic) - roman
- 1971 - Ze wspomnień Ijona Tichego; Profesor A. Dońda (română Profesorul A. Dońda) - roman
- 1982 - Wizja lokalna - roman
- 1987 - Pokój na Ziemi (română Pace pe Pământ) - roman

#### Alte romane
- 1946 - Człowiek z Marsa (română Omul de pe Marte) - roman publicat inițial în foileton
- 1948 - Szpital przemienienia (1948)

- 1951 - Astronauci

ro. Astronauții - Editura Tineretului, 1964
- 1955 - Obłok Magellana

ro. Norul lui Magellan - Editura Tineretului, 1959
- 1959 - Śledztwo (română Ancheta) - roman cu tentă polițistă
- 1959 - Eden

ro. Eden - Editura Nemira, 1999
- 1961 - Powrót z gwiazd

ro. Întoarcerea din stele. Golem XIV - Editura Univers, 1997
- 1961 - Solaris

ro. Solaris - CPSF nr. 312-316 / 1967-68, Editura Dacia 1974, Editura Savas Press 1993 și 1995, traducere Adrian Rogoz și Teofil Roll, Editura Paladin, 2014, Editura Nemira, 2014
- 1961 - Pamiętnik znaleziony w wannie (română Memorii găsite într-o cadă) - Misiunea unui agent secret din viitorul îndepărtat este atât de secretă, încât nimeni nu-i poate spune care este de fapt aceasta.

ro. Edificiul nebuniei absolute - Editura Univers, 1995, traducere Cristian Tudor Popescu
- 1964 - Niezwyciężony (română Invincibilul) - echipajul unei nave spațiale cercetează cauzele dispariției unei alte nave
- 1968 - Głos pana

ro. Glasul Domnului - Editura Nemira, 1997
- 1975 - Katar

ro. Catarul - Editura Nemira, 2001, 2014
- 1981 - Golem XIV

ro. Întoarcerea din stele. Golem XIV - Editura Univers, 1997
- 1986 - Fiasko - expediția organizată pentru a stabili comunicarea cu o rasă extraterestră se transformă într-un fiasco

ro. Fiasco (Hardcover) - Editura Paladin, 2022, traducere Mihai-Dan Pavelescu, ISBN: 9786069611036

#### Culegeri de povestiri
- 1955 - Sezam - povestiri despre călătoria temporală desfășurată pentru a curăța istoria
- 1959 - Inwazja z Aldebarana (română Invazia de pe Aldebaran)
- 1961 - Ksiega robotów
- 1964 - Bajki robotów
- 1965 - Ciberiada

ro. Ciberiada - Editura Albatros 1976, Editura Nemira 1994, traducere Mihai Mitu, Editura Agora 2013
- 1971 - Doskonała próżnia (1971) - recenzii ale unor cărți fictive
- 1973 - Opowieści o pilocie Pirxie (română Povestirile pilotului Pirx) - povestiri despre cariera lui Pirx
- 1973 - Wielkość urojona - introduceri la cărți inexistente, care include povestirea eseu "Golem XIV"
- 1986 - Biblioteka XXI wieku (română Biblioteca secolului al XXI-lea) - trei recenzii fictive
- 1996 - Zagadka
- 2001 - Fantastyczny Lem (română Fantasticul Lem)

### Non-ficțiune
- 1957 - Dialogi
- 1964 - Wejście na orbitę
- 1964 - Summa Technologiae - eseuri filozofice
- 1968 - Filozofia Przypadku
- 1970 - Fantastyka i futurologia - critică a SF-ului, care include două eseuri importante despre Philip K. Dick
- 1974 - Rozprawy i szkice - eseuri pe tema științei, SF-ului și a literaturii în general
- 1975 - Wysoki zamek - autobiografia copilăriei lui Lem de dinaintea celui de-Al Doilea Război Mondial
- 1975 - Rozprawy i szkice - eseuri și schițe
- 1987 - Rozmowy ze Stanisławem Lemem - interviuri cu Stanisław Lem și Stanisław Beres
- 1995 - Lube czasy
- 1995 - Dziury w całym
- 1996 - Tajemnica chińskiego pokoju - eseuri pe tema impactului tehnologiei asupra vieții de zi cu zi
- 1996 - Sex Wars (1996) - eseuri
- 1996 - Dyskusje ze Stanisławem Lemem - M. Szpakowska, interviuri cu Stanisław Lem, Varșovia
- 1999 - Bomba megabitowa - eseuri pe tema potențialei laturi negative a tehnologiei, incluzând terorismul și inteligența artificială
- 2000 - Okamgnienie - eseuri prezentând progresul tehnologic înregistrat de la publicarea volumului Summa Technologiae
- 2002 - Tako rzecze Lem - interviuri cu Lem
- 2003 - Mój pogląd na literaturę
- 2004 - Krótkie zwarcia - eseuri
- 2005 - Lata czterdzieste. Dyktanda. - operele lui Lem din anii '40
- 2006 - Rasa drapieżców. Teksty ostatnie - ultima carte a lui Lem, conține teme legate de artă, probleme politice și sociale ale presei poloneze

## Adaptări
Lem a criticat ecranizările operelor sale, caracterizând filmul realizat de Andrei Tarkovski drept „Crimă și pedeapsă în spațiu”.
- 1960 - Steaua tăcerii, coproducție Republica Democrată Germană – Polonia, pornind de la ideea din Astronauții
- 1963 - Ikarie XB-1, film cehoslovac [38] care pornește de la ideea din Norul lui Magellan, dar nu menționează acest lucru
- 1968 - Przekładaniec, în regia lui Andrzej Wajda
- 1968 - Соля́рис, adaptare pentru televiziune a romanului Solaris realizată de regizorul sovietic Boris Nirenburg
- 1969 - Thirty-Minute Theatre: Roly Poly, regizat de englezul Michael Hart, scenariul uneia dintre părți are la bază povestirea tradusă în engleză cu titlul "Do you exist Mr Jones?"[39]
- 1972 - Solaris, film regizat de Andrei Tarkovski
- 1973 - Pirx kalandjai, film maghiar de televiziune, bazat pe povestirile despre pilotul Pirx
- 1978 - Дознание пилота Пиркса, coproducție polonezo-sovietică (Ucraina și Estonia), bazată pe povestirile despre pilotul Pirx și regizată de Marek Piestrak
- 1979 - Szpital przemienienia, film regizat de Edward Zebrowski, ecranizare a romanului Edificiul nebuniei absolute
- 1988 - Victim of the Brain, film în regia lui Piet Hoenderdos, care include o adaptare a povestirii traduse în engleză cu titlul "The Seventh Sally"
- 1994 - Marianengraben, film regizat de Achim Bornhak, cu un scenariu scris de Lem și Mathias Dinter
- 2002 - Solaris, film american regizat de Steven Soderbergh, cu George Clooney în rolul principal
- 2007 - Ijon Tichy: Raumpilot, serial german de televiziune în 6 episoade, în regia lui Oliver Jahn
- 2007 - Solaris, dramatizare radiofonică realizată de BBC Radio 4 și lansată pe 29 iulie, cu două episoade de câte o oră; adaptare realizată de Hattie Naylor, cu Polly Thomas în rolul de producător
- 2008 - 1, film regizat de Pater Sparrow
- 2012 - The Congress, în regia lui Ari Folman

### Operă
- 1970 - Ciberiada, de Krzysztof Meyer, lansată de Televiziune poloneză (prima prezentare - 1971, a doua versiune - 1985), jucată la Wuppertal (Germania) (1986)
- 2012 - Solaris (2010-2012), de Detlev Glanert, libret scris de Reinhard Palm, jucată la Bregenz (Germania) (2012)[40]